# Danuta Rinn

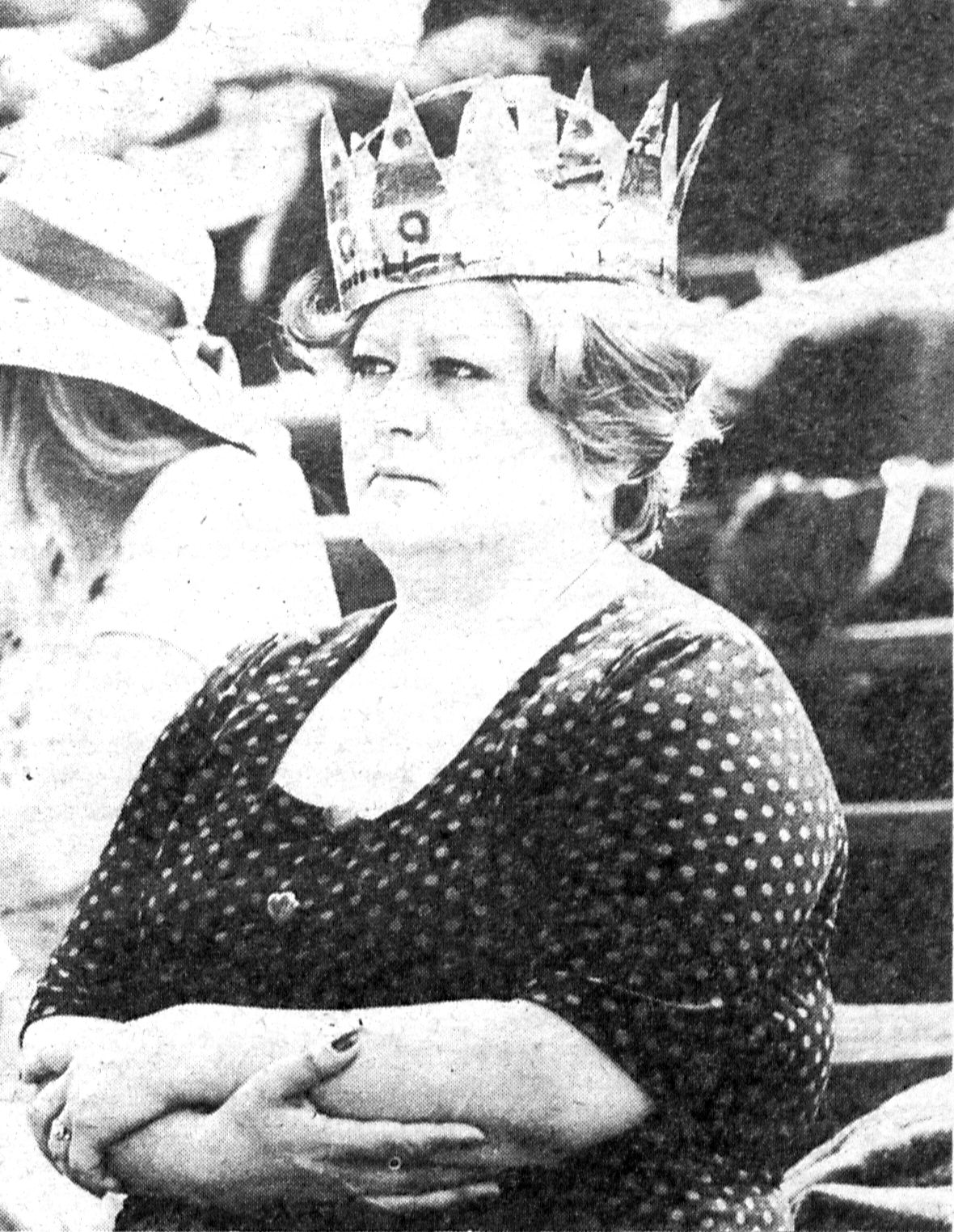
Danuta Rinn (1991)

Danuta Rinn (bürgerlich: Danuta Rynduch-Czyżewska) (* 17. Juli 1936 in Krakau als Danuta Smykla; † 19. Dezember 2006 in Warschau) war eine polnische Sängerin und Schauspielerin.

## Leben und Wirken
Rinn lernte klassisches Klavier, machte ihren Abschluss an der Musikschule und studierte Komposition an der Musikakademie Krakau. Bereits während des Studiums arbeitete sie als Liedbegleiterin mit Polskie Radio zusammen. Ihr schauspielerisches Talent bewies sie früh im Theater na Wozie und im Centuś-Kabarett in Krakau.
1963 zog Rinn nach Warschau, wo sie ein Jahr später den Sänger Bogdan Czyżewski heiratete. Das Paar trat im Duett mit populären polnischen Big Bands auf und legte drei Alben vor. Nach der Scheidung 1974 setzte sie ihre Karriere solistisch fort und hatte mit „Gdzie ci mężczyźni“ (von Włodzimierz Korcz zu einem Text von Jan Pietrzak) ihren größten Hit. In der Folge veröffentlichte sie mehrere Alben unter eigenem Namen.
Seit Anfang der 1970er Jahre arbeitete Rinn als Schauspielerin auch für den Film. Sie spielte in mehreren Filmen mit, darunter Eifersucht und Medizin (1973) von Janusz Majewski, Zwischenbilanz (1975) von Krzysztof Zanussi und Career of Nikos Dyzma (2002) von Jacek Bromski.
In den letzten Jahren ihres Lebens litt Rinn an fortgeschrittener Diabetes, gab aber die berufliche Tätigkeit nicht auf.

## Diskographie
mit Bogdan Czyżewski
- 1966: Całujmy się
- 1969: Pamiętaj o mnie
- 1971: Nie obiecuj nie przyrzekaj

solo
- 1975: Gdzie ci mężczyźni
- 1977: Danuta Rinn
- 1989: Polska baba
- 1998: Jeszcze jestem
- 2000: Złota kolekcja: Tyle wdzięku, Pomaton
- 2007: Dziecięce Zoo, Pomaton EMI
- 2011: Gdzie ci mężczyźni?, MUZA
- 2014: Danuta Rinn 40 piosenek, MUZA

## Preise und Auszeichnungen
Rinn wurde 1974 mit „Gdzie ci mężczyźni“ auf dem Festival von Oppeln ausgezeichnet. 1979 erhielt sie das Silberne Verdienstkreuz. 2006 wurde ihr das Komturskreuz des Polonia-Restituta-Ordens verliehen, das sie aber aus gesundheitlichen Gründen nicht bei der Verleihungszeremonie entgegennehmen konnte.